# Морган (певица)
Морган (фр. Morgane, урожд. — Ингрид Симонис (фр. Ingrid Simonis); 23 августа 1975, Бленьи, Бельгия) — бельгийская певица. Наиболее известна как представительница Бельгии на конкурсе песни Евровидение 1992.

## Биография
Морган начала свою карьеру в 1991 году, выпустив свой первый сингл «Un amour aussi grand».

### Евровидение
В 1992 году Морган участвовала на национальном отборе на конкурс песни Евровидение 1992 года с песней «Nous, on veut des violons». Песня набрала 61 балл и была выбрана в качестве представителя Бельгии на Евровидении.
На конкурсе, Морган выступила второй. В конце голосования, песня набрала всего лишь 11 баллов, заняв 20 место.

### Дальнейшая жизнь и карьера
После Евровидения, Морган выпустила ещё несколько песен и часто появлялась на телевидении, прежде чем покинула свой шоу-бизнес в 1990-х. Морган продолжала заниматься музыкой, хотя и не на виду у публики.
В 2009 году, Морган возобновила свою карьеру, исполняя музыку с элементами рок/готика.
Морган является матерью троих детей.

## Дискография

### Студийные альбомы
- 1992: Morgane
- 1994: Mes rêves en chansons

### Синглы
- 1991: Un amour aussi grand
- 1992: Nous, on veut des violons
- 1992: Pieta
- 1992: C'est une chanson d'amour
- 1993: Héloïse
- 1994: J'ai fait un rêve
- 1995: Le temps d'une chanson